# Winter X Games XXIV
Navigation
Édition précédente Édition suivante
Les Winter X Games XXIV (en français : 24e édition des Jeux extrêmes hivernaux) est une compétition sportive annuelle de ski et de snowboard freestyle des X Games, qui s'est déroulée du 23 au 26 janvier 2020 à Aspen, dans l'État du Colorado, aux États-Unis,,.

## Palmarès

### Motoneige
| Épreuves                     | Or              | Argent          | Bronze           |
| ---------------------------- | --------------- | --------------- | ---------------- |
| Bike Cross — Adapté          | Mike Schultz    | Kevin Royston   | Kolleen Conger   |
| Bike Cross — Élites          | Cody Matechuk   | Yannick Boucher | Jesse Kirchmeyer |
| Bike Cross — Handisport      | Doug Henry      | Brandon Dudley  | Leighton Lillie  |
| Freestyle                    | Brandon Cormier | Daniel Bodin    | Willie Elam      |
| Snow Bike — Meilleure Figure | Brett Turcotte  | Morgan Kaliszuk | Jackson Strong   |

### Ski
| Épreuves                                          | Or                         | Argent                       | Bronze                          |
| ------------------------------------------------- | -------------------------- | ---------------------------- | ------------------------------- |
| Hommes — Big Air                                  | Henrik Harlaut             | Birk Ruud                    | Andri Ragettli                  |
| Hommes — Slopestyle                               | Colby Stevenson            | Evan McEachran               | Fabian Bösch                    |
| Hommes — Super Pipe                               | Alex Ferreira              | Aaron Blunck                 | Brendan MacKay                  |
| Femmes — Big Air                                  | Tess Ledeux                | Mathilde Gremaud             | Sarah Höfflin                   |
| Femmes — Slopestyle                               | Kelly Sildaru              | Sarah Höfflin                | Maggie Voisin                   |
| Femmes — Super Pipe                               | Kelly Sildaru              | Rachael Karker               | Cassie Sharpe                   |
| Hommes — Knuckle Huck                             | Colby Stevenson            | N/A                          | N/A                             |
| Slalom Parallèle Unifié — Spécial Jeux Olympiques | Gus Kenworthy Palmer Lyons | Alex Ferreira Haldan Pranger | Sarah Höfflin Kohlor Von Eschen |

### Snowboard
| Épreuves                                          | Or                        | Argent                        | Bronze                   |
| ------------------------------------------------- | ------------------------- | ----------------------------- | ------------------------ |
| Hommes — Big Air                                  | Maxence Parrot            | Mark McMorris                 | Sven Thorgren            |
| Hommes — Slopestyle                               | Darcy Sharpe              | Mons Røisland                 | Redmond Gerard           |
| Hommes — Super Pipe                               | Scotty James              | Yuto Totsuka                  | Jan Scherrer             |
| Femmes — Big Air                                  | Miyabi Onitsuka           | Kokomo Murase                 | Reira Iwabuchi           |
| Femmes — Slopestyle                               | Jamie Anderson            | Laurie Blouin                 | Kokomo Murase            |
| Femmes — Super Pipe                               | Queralt Castellet         | Kurumi Imai                   | Haruna Matsumoto         |
| Hommes — Rail Jam                                 | Jesse Paul                | Darcy Sharpe                  | Sven Thorgren            |
| Hommes — Knuckle Huck                             | Zeb Powell                | N/A                           | N/A                      |
| Slalom Parallèle Unifié — Spécial Jeux Olympiques | Mike Schultz Daina Shilts | Danny Davis Dmitrii Tiufiakov | Henry Meece Jack Mitrani |

## Tableau des médailles
| Rang               | Nation             | Or | Argent | Bronze | Total |
| ------------------ | ------------------ | -- | ------ | ------ | ----- |
| 1                  | États-Unis         | 8  | 2      | 6      | 16    |
| 2                  | Canada             | 5  | 7      | 2      | 14    |
| 3                  | Estonie            | 2  | 0      | 0      | 2     |
| 4                  | Japon              | 1  | 3      | 3      | 7     |
| 5                  | Suède              | 1  | 1      | 2      | 4     |
| 6                  | Australie          | 1  | 0      | 1      | 2     |
| 7                  | Espagne            | 1  | 0      | 0      | 1     |
| 7                  | France             | 1  | 0      | 0      | 1     |
| 9                  | Suisse             | 0  | 2      | 4      | 6     |
| 10                 | Norvège            | 0  | 2      | 0      | 2     |
| 11                 | Russie             | 0  | 1      | 0      | 1     |
| Total (11 nations) | Total (11 nations) | 20 | 18     | 18     | 56    |